# Mark E. Petersen

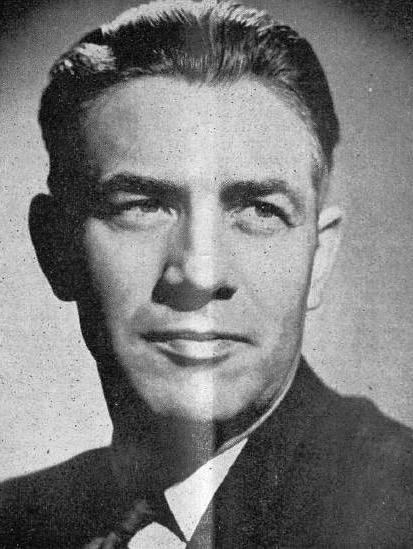
Mark E. Petersen

Mark Edward Petersen (* 7. November 1900 in Salt Lake City, Utah; † 11. Januar 1984 in Murray, Utah) war ein US-amerikanischer Zeitungsverleger und Apostel der Kirche Jesu Christi der Heiligen der Letzten Tage. Als solcher gehörte dem Kollegium der Zwölf Apostel von 1944 bis zu seinem Tod an.

## Leben
Petersen wurde 1900 als jüngster Sohn dänischer Einwanderer in Salt Lake City geboren. Er wuchs mit einer Zwillingsschwester, zwei Brüdern und einer weiteren Schwester auf. 
Sein Vater arbeitete als Zimmermann und Bauarbeiter. Petersen besuchte die West High School und studierte später an der University of Utah. Im Alter von 19, 20 Jahren absolvierte er seine Missionstätigkeit in Nova Scotia, Kanada. Ein Jahr nach seiner Rückkehr aus Kanada heiratete er am 30. August 1923 im Salt-Lake-Tempel. Aus der Ehe gingen zwei Töchter hervor.
Ursprünglich als Buchhalter und später in einem Rangierbahnhof mit der Ausbesserung von Waggons beschäftigt, entschloss sich Petersen als Reporter für die Deseret News zu arbeiten. Im Laufe der Jahre durchlief er verschiedene Posten und wurde 1941 General Manager der Tageszeitung und 1952 schließlich Präsident der Deseret News Publishing Company. Während seiner beruflichen Karriere hatte er einen entschiedenen Anteil an der Professionalisierung und dem Ausbau der Zeitung. Des Weiteren war er während seiner journalistischen Karriere und später als Apostel ein eifriger Autor. Er verfasste über 40 Bücher, eine Vielzahl Missionspamphlets, sowie hunderte Editorial für die Church News. Seine fungierte bei einigen seiner Bücher als Koautorin.
Am 20. April 1944 erfolgte seine Berufung zum Apostel der Kirche Jesu Christi der Heiligen der Letzten Tage. Als solcher gehörte er dem Kollegium der Zwölf Apostel an.
Petersen war Mitglied des Board of Trustees der Brigham Young University in Provo, Utah, sowie des Board of Trustees des Weber State College in Ogden, Utah. 1970 wurde er Ehrendoktor der Brigham Young University. Im April 1975 starb seine Frau. Petersen selbst starb neun Jahre später an einer Krebserkrankung.